# Kanton Nailloux
Nailloux is een voormalig kanton van het Franse departement Haute-Garonne. Het kanton maakte deel uit van het arrondissement Toulouse. Het werd opgeheven bij decreet van 13 februari 2014 met uitwerking op 22 maart 2015.

## Gemeenten
Het kanton Nailloux omvatte de volgende gemeenten:
- Auragne
- Caignac
- Calmont
- Gibel
- Mauvaisin
- Monestrol
- Montgeard
- Nailloux (hoofdplaats)
- Saint-Léon
- Seyre